# Cappielow Park
El Cappielow Park a menudo nombrado solamente Cappielow es un estadio de fútbol ubicado en la ciudad de Greenock, Inverclyde, Escocia, fue inaugurado en 1879 lo que lo convierte en uno de los estadios más antiguos del país, posee una capacidad para 11 600 espectadores, y es propiedad del club Greenock Morton que disputa la Scottish Premiership.
El estadio está junto al parque empresarial Cappielow Industrial State, cerca del río Clyde. Hoy, el edificio consta de cuatro tribunas. El Grand Stand, que está totalmente equipado con asientos y donde los asientos de los huéspedes se encuentran en la esquina de la tribuna trasera hacia el oeste, es la tribuna. Si hay más demanda, también proporcionaremos asientos en el stand de Wee Dublin. Cubierto con un techo a dos aguas; el sistema de proyector con tres andamios se monta directamente en el techo del estadio.

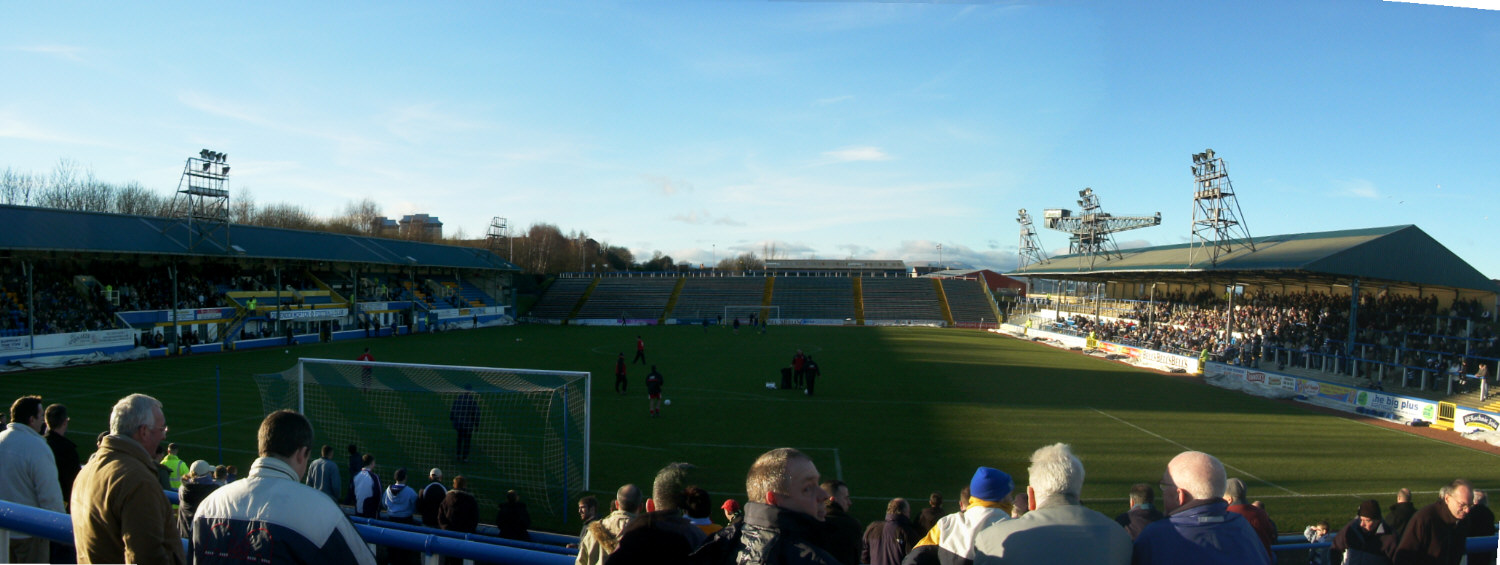
Panorámica del estadio.